# El Panecillo

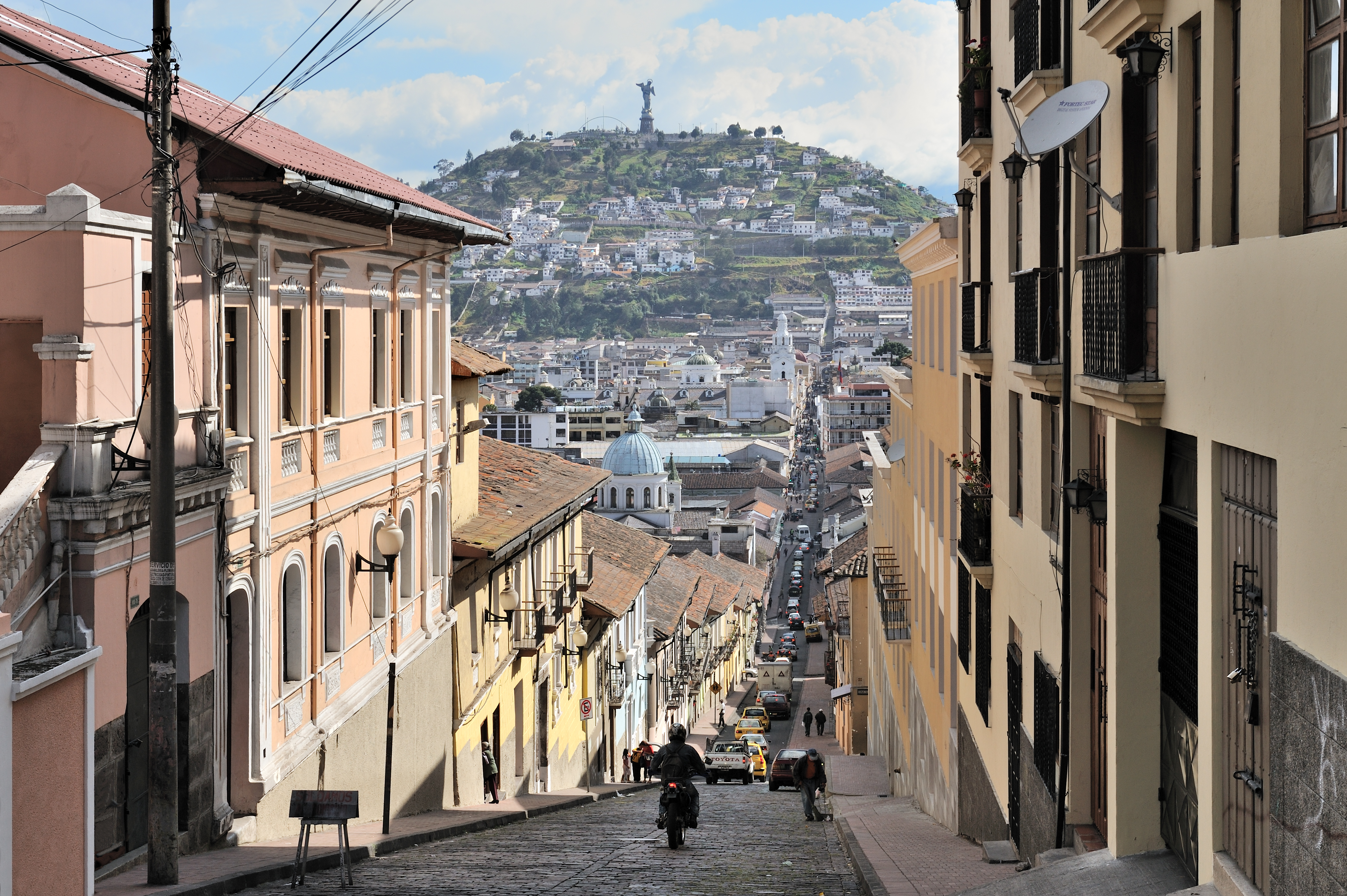
La collina di El Panecillo vista dal centro storico di Quito, lungo la via García Moreno.

El Panecillo ("piccolo pezzo di pane" in spagnolo) è una collina alta 200 metri di origine vulcanica con sedimenti di löss, situata tra la parte meridionale e centrale di Quito, la capitale dell'Ecuador.

## Descrizione
La sua vetta è alta 3.016 metri s.l.m.. Il nome originale usato dagli abitanti indigeni indios era Yavirac. Secondo Juan de Velasco, uno storico gesuita, sulla cima dello Yavirac c'era un tempio usato dagli indios per adorare il sole, che venne distrutto dai conquistadores spagnoli. La strada che conduce alla vetta del Panecillo è intitolata a Melchor Aymerich.
Dalla cima della collina si può vedere il campo di battaglia storico dove il maresciallo Sucre vinse gli spagnoli nella battaglia decisiva per l'indipendenza dell'Ecuador, sui fianchi del vulcano Pichincha.

## La Vergine del Panecillo
Sulla cima del Panecillo è posta una gigantesca statua in alluminio della Madonna, detta "Vergine del Panecillo" o "Vergine di Quito", alta 45 metri. Il monumento è una copia di una statua alta 30 cm scolpita da Bernardo de Legarda nel 1734, posta attualmente sull'altare maggiore della chiesa di San Francesco a Quito.
La statua della Vergine del Panecillo fu commissionata nel 1976 all'artista spagnolo Agustín de la Herrán Matorras dai religiosi dell'ordine degli Oblati. Posta sopra un alto piedestallo tronco conico e composta da molte migliaia di lamine di alluminio, fu inaugurata il 28 marzo 1976 dall'arcivescovo di Quito Pablo Muñoz Vega.
La Vergine è posta sopra un grande globo di alluminio e calpesta un grosso serpente, un'iconografia classica della Madonna. Meno tradizionale è il fatto di essere alata, al punto che i locali ritengono che sia l'unica statua della Madonna al mondo raffigurata con le ali di un angelo.
La Vergine è sorridente ed ha la mano destra alzata come nell'atto di benedire la città di Quito. Questa statua rappresenta un punto di svolta della scuola d'arte di Quito (una delle più famose delle Americhe) perché rappresenta la Vergine in movimento, come se stesse danzando, in netto contrasto con le Madonne statiche prodotte da questa scuola a partire dal XVIII secolo.
Come attestato da una placca di bronzo affissa al monumento, la statua rappresenta la Donna dell'Apocalisse, come descritta nel Libro della Rivelazione del Nuovo Testamento.